# Урочище Погорілець
Уро́чище Погорілець — лісовий заказник місцевого значення в Україні. Розташований у межах Івано-Франківського району Івано-Франківської області, на захід від села Стара Гута. 
Створений 12 березня 2004 року рішенням № 350-10/200 Івано-Франківської обласної ради. Площа 220,5 га. Перебуває у віданні ДП «Солотвинський лісгосп» (Гутянське лісництво, кв. 45, вид. 1-18; кв. 46, вид. 1-6, 11, 14, 17, 19-24; кв. 47, вид. 13, 15, 16; кв. 48, вид. 1, 2, 9). 
Статус надано з метою збереження частини лісового масиву в Ґорґанах, де на кам'янистих розсипах на висоті 1000—1200 м. над р. м. зростає сосна кедрова європейська і сосна гірська. 